# Stausee Wohlen
Stausee Wohlen eller Wohlensee är ett vattenmagasin i Schweiz. Det ligger i den centrala delen av landet, 10 km väster om huvudstaden Bern. Stausee Wohlen ligger 478 meter över havet. Arean är 3,65 kvadratkilometer. Den sträcker sig 0,7 kilometer i nord-sydlig riktning, och 12,1 kilometer i öst-västlig riktning.
Omgivningarna runt Stausee Wohlen är en mosaik av jordbruksmark och naturlig växtlighet.